# Egegik
Egegik ist ein Ort mit dem Status einer City im Lake and Peninsula Borough in Alaska. Das U.S. Census Bureau hatte bei der Volkszählung 2020 eine Einwohnerzahl von 39 ermittelt.

## Geographie
Egegik befindet sich an der Nordküste der Alaska-Halbinsel am Südufer des Egegik River, unmittelbar vor dessen Mündung in das Beringmeer. Egegik befindet sich 110 km südsüdöstlich von Dillingham sowie 530 km südwestlich von Anchorage. Etwa 60 km nordöstlich von Egegik befinden sich die Orte South Naknek, Naknek und King Salmon. 75 km südlich von Egegik liegen die Orte Pilot Point und Ugashik. 3 km südlich des Ortszentrums von Egegik liegt der Flugplatz Egegik. 35 km weiter östlich befindet sich das Schutzgebiet Becharof National Wildlife Refuge mit dem  Becharof Lake.

## Geschichte
Das Dorf wurde erstmals 1876 von den Russen als ein Fisch-Camp namens „Igagik“ gemeldet. Die lokale Bevölkerung erreichte damals ihre Fisch-Camps während der Sommermonate im Egegik-Gebiet über den „Kanatak Trail“, der von der Südküste der Alaska-Halbinsel zum Becharof Lake führte. Im Jahr 1895 errichtete die Alaska Packer’s Association an der Flussmündung des Egegik River eine Lachssalzerei. In der Folge entstand an der Stelle der Fisch-Camps eine Siedlung. Während der Grippe-Ausbrüche, die 1918 begannen, zogen Indigene von anderen Dörfern nach Egegik in einem Versuch, sich dort von der Epidemie zu isolieren. Während des Zweiten Weltkriegs wurde die männliche Bevölkerung von Egegik für den Bau des Flughafens King Salmon sowie weiterer Flughäfen wie des Flughafens Unalaska zwangsverpflichtet. Egegik entwickelte sich zu einem wichtigen Hafen für die Lachsindustrie. 1995 erhielt Egegik den Status einer „City“. Anfang der 2000er Jahre basierte die Wirtschaft von Egegik auf kommerziellem Fischfang und Fischverarbeitung.

## Demografie
Zum Zeitpunkt der Volkszählung im Jahre 2020 (U.S. Census 2020) hatte Egegik 39 Einwohner auf einer Landfläche von 76,54 km². Von den Einwohnern waren 15 Weiße sowie 23 Indigene.
Beim Zensus im Jahr 2000 wurden 116 Einwohner gezählt, 2010 waren es 109. Die Bevölkerungsentwicklung war in den letzten Jahren rückläufig.